# ファイヤープロレスリング2nd BOUT
『ファイヤープロレスリング2nd BOUT』（Fire Pro Wrestling 2nd BOUT、-セカンド・バウト） は、1991年8月31日に日本のヒューマンから発売されたPCエンジン用プロレスゲーム。
同社の『ファイヤープロレスリングシリーズ』の第2作目。前作『ファイヤープロレスリング コンビネーションタッグ』（1989年）より約2年振りの新作となった。登場レスラーは前作と同じく16名であるが、裏技により使用できる隠しレスラーが前作の2名から4名に増加している。
開発はヒューマンが行い、ゲーム・デザインおよびディレクターは前作に続き笹沢英昭とファミリーコンピュータ用ソフト『エジプト』（1991年）を手掛けた市瀬大輔が担当、音楽はスーパーファミコン用ソフト『スーパーフォーメーションサッカー』（1991年）を手掛けた庭山博也、田中宏典、大谷哲司、山崎正通が担当している。
2008年5月27日よりWiiのバーチャルコンソールで配信された。
後に同機種での続編として『ファイヤープロレスリング3 Legend Bout』（1992年）が発売され、同機種においてシリーズ最後の作品となった。

## ゲーム内容

### モード
- エキサイトシリーズ
- ワールドチャンピオンシリーズ
- スーパートーナメント
- イルミネーションマッチ

## 登場レスラー
| 名前                   | ニックネーム | 生年月日      | 身長  | 体重  | 出身国         | 必殺技                       | モデルレスラー             |
| ---------------------- | ------------ | ------------- | ----- | ----- | -------------- | ---------------------------- | -------------------------- |
| ビクトリー・武蔵       | 闘いの伝説   | 1948年3月7日  | 186cm | 105kg | 日本           | 延髄斬り                     | アントニオ猪木             |
| 冴刃明                 | 世界の格闘王 | 1957年9月4日  | 192cm | 110kg | 日本           | キャプチュード               | 前田日明                   |
| ハリケーン・力丸       | 最後の志士   | 1951年6月7日  | 185cm | 110kg | 日本           | サソリ固め                   | 長州力                     |
| トミー・ボンバー       | パワフル爆弾 | 1954年7月15日 | 193cm | 113kg | 日本           | バックドロップホールド       | ジャンボ鶴田               |
| サンダー・龍           | 雷鳴戦士     | 1952年12月8日 | 185cm | 105kg | 日本           | パワーボム                   | 天龍源一郎                 |
| ミスター・K            | はぐれ重戦士 | 1968年2月17日 | 210cm | 140kg | 日本           | カナディアンバックブリーカー | 北尾光司                   |
| ブレード・武者         | 妖忍者       | 1966年6月22日 | 188cm | 107kg | 日本           | ムーンサルトプレス           | グレート・ムタ             |
| クラッシャー・新也     | 破壊大王     | 1965年7月7日  | 192cm | 122kg | 日本           | D・D・T                      | 橋本真也                   |
| ナック・将勝           | 若き闘将     | 1971年8月7日  | 182cm | 100kg | 日本           | 掌底                         | 船木誠勝                   |
| ブラック・カジワラ     | 関節の妖精   | 1949年4月26日 | 184cm | 104kg | ブラジル       | 脇固め                       | 藤原喜明                   |
| スーパー・カイザー     | 時の皇帝     | 不明          | 170cm | 95kg  | 不明           | トペ・コン・ヒーロ           | 獣神サンダー・ライガー     |
| マスクド・ユニコーン   | 超新星仮面   | 1969年2月26日 | 175cm | 98kg  | カナダ         | フライングクロスチョップ     | ペガサス・キッド           |
| アトミック・ブラスター | 鋼鉄の筋肉   | 1961年8月4日  | 190cm | 130kg | アメリカ合衆国 | フライングラリアート         | アルティメット・ウォリアー |
| アックス・モーガン     | 無敵の超人   | 1959年6月10日 | 201cm | 145kg | アメリカ合衆国 | アックスボンバー             | ハルク・ホーガン           |
| スター・バイソン       | リングの猛牛 | 1948年2月29日 | 200cm | 150kg | アメリカ合衆国 | ラリアート                   | スタン・ハンセン           |
| ヒットマン・セイバー   | 魔王の刺客   | 1960年2月8日  | 205cm | 172kg | アメリカ合衆国 | ボディアタック               | ビッグバン・ベイダー       |

隠しレスラー
- カルロス・クラウザー（カール・ゴッチ）
- RJフェイズ（ルー・テーズ）
- 力王弾（力道山）
- グレート・パンサー（スーパー・タイガー）

## 移植版
| No. | タイトル                         | 発売日        | 対応機種 | 開発元     | 発売元   | メディア                              | 型式 | 備考 |
| --- | -------------------------------- | ------------- | -------- | ---------- | -------- | ------------------------------------- | ---- | ---- |
| 1   | ファイヤープロレスリング2nd BOUT | 2008年5月27日 | Wii      | ヒューマン | スパイク | ダウンロード （バーチャルコンソール） | -    |      |

## スタッフ
- ゲーム・デザイン：笹沢英昭、市瀬大輔
- オリジナル・ゲーム・デザイン：増田雅人、笹沢英昭
- メイン・プログラム：柳田文樹
- プログラム：かないまさとし、てしまてるゆき
- オリジナル・プログラム：増田雅人、林徹
- グラフィック：小杉和則
- インフォメーション・レスラー：阿部賢一
- サウンド：庭山博也、田中宏典、大谷哲司、山崎正通
- ディレクション：市瀬大輔、茶々丸

## 評価
- ゲーム誌『ファミコン通信』の「クロスレビュー」では合計27点（満40点）[3]、『月刊PCエンジン』では75・80・80・85・75の平均79点（満100点）、『マル勝PCエンジン』では8・9・9・8の合計34点（満40点）、『PC Engine FAN』の読者投票による「ゲーム通信簿」での評価は以下の通りとなっており、22.28点（満30点）となっている。また、この得点はPCエンジン全ソフトの中で147位（485本中、1993年時点）となっている[1]。同雑誌1993年10月号特別付録の「PCエンジンオールカタログ'93」では、基本的なゲームシステムは変更されていない事や、ゲームモードにおいてもトーナメントが追加された以外には変更点がない事を指摘したが、レスラーの攻撃に関しては「より個性的になり、新しい技も追加されている」と肯定的に評価した[1]。

| 項目 | キャラクタ | 音楽 | 操作性 | 熱中度 | お買得度 | オリジナリティ | 総合  |
| 得点 | 3.65       | 3.26 | 3.69   | 4.26   | 3.78     | 3.64           | 22.28 |

- ゲーム本『プロレススーパーゲーム列伝』では、前作から本作の発売までに様々な同ジャンルの作品が発売された事を指摘した上で、「『ファイプロ』のように現実のプロレスをモチーフとした作品はなかった」と肯定的に評価した他、前作からの変更点が登場レスラーの変更と自由にタッグを組めるようになった事の2点しかない事を指摘した上で「現在のマット界を再現するという『ファイプロ』のテーマがさらに強まっている」と肯定的に評価した[4]。

- ゲーム本『懐かしゲーム機大百科 PCエンジン完全ガイド 1987-1999』では、技コマンドを入力するタイミングがシビアである事を指摘したが、慣れる事で様々な技を繰り出せるようになると肯定的に評価した[5]。